# Eva a las diez
Eva a las diez fue un programa de televisión de España emitido por La 1 de TVE en el año 1977, dirigido por Fernando García de la Vega.

## Argumento
Cinco episodios sin conexión argumental entre sí y con elencos de intérpretes distintos. Se trataba de un espacio de variedades en el que, consiguiendo un mínimo hilo argumental, se daba pie al lucimiento de una estrella femenina a través de sucesivos números musicales en los que cantaba y bailaba. Todos los personajes protagonistas se llamaban Eva simbolizando a la primera mujer, incitadora al pecado.

## Historia
Emitido en pleno auge del género cinematográfico conocido como destape, pretendió ser una adaptación del mismo a la pequeña pantalla, si bien mucho más recatada, sin mostrar desnudos integrales. Por el contrario, se pretendía insinuar sensualidad a través de las protagonistas ataviadas con estrechos trajes provocativos y coreografías eróticas. El programa no contó con el favor ni de crítica ni de público y tan solo se emitieron cinco programas.

## Listado de episodios
| # | Título                     | Elenco                                                               | Fecha de emisión    |
| --- | -------------------------- | -------------------------------------------------------------------- | ------------------- |
| 1 | «Le estrella»              | Nadiuska                                                             | 11 de abril de 1977 |
| 2 | «La azafata»               | María José Cantudo                                                   | 2 de mayo de 1977   |
| 3 | «La investigadora privada» | Ágatha Lys, Pepe Rubio, Alfonso del Real, Lili Murati, Jesús Aristu. | 16 de mayo de 1977  |
| Una atractiva detective debe resolver un misterioso caso de desaparición de un caballero, que le encarga su atribulada esposa.                   |                            |                                                                      |                     |
| 4 | «La periodista»            | Victoria Vera                                                        | 6 de junio de 1977  |
| 5 | «La millonaria»            | María Silva                                                          | 18 de julio de 1977 |
| Una exuberante dama acaba de enviudar de un anciano millonario. A partir de ese momento se suceden una serie de aventuras que cambiarán su vida. |                            |                                                                      |                     |